# Coelacanthiformes
I celacantiformi (Coelacanthiformes), o celacanti, sono un ordine di pesci ossei, che comprende una serie di forme estinte e due sole specie attuali, appartenenti entrambe al genere Latimeria. Costituiscono il principale gruppo degli attinisti (Actinistia).

## Fossili viventi
I celacanti, strettamente imparentati ai dipnoi o pesci polmonati, sono tra i più antichi vertebrati dotati di mascelle conosciuti: i loro resti si rinvengono fin dall'inizio del Devoniano (410 milioni di anni fa). Fino al 1938 si pensava che questi pesci si fossero estinti almeno 65 milioni di anni fa, alla fine del Cretaceo; con la scoperta di un esemplare di Latimeria chalumnae nel canale di Mozambico apparve chiaro che i celacanti sopravvissero all'estinzione, e sono da considerarsi veri e propri fossili viventi (in realtà hanno mantenuto pressoché inalterata la forma esterna, ma non si può affermare che non abbiano subito mutazioni nel corso del tempo). Nel 1999 una seconda specie, Latimeria menadoensis, fu rinvenuta nei pressi di Sulawesi in Indonesia.

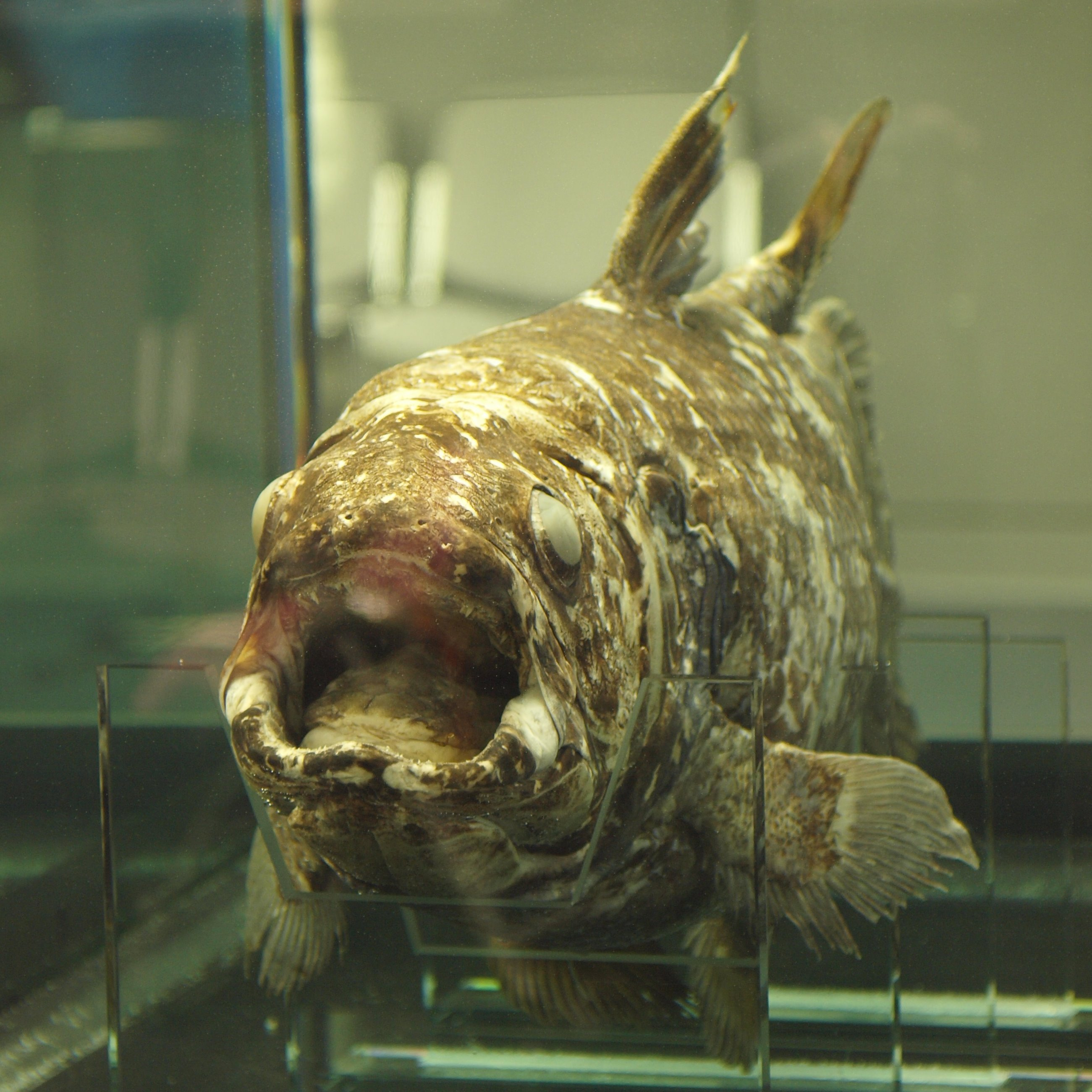
latimeria menadoensis

## Caratteristiche biologiche
Questi animali appartengono al grande gruppo dei sarcopterigi (Sarcopterygii), o pesci dalle pinne lobate, che comprende anche i dipnoi (come il protottero) e i cosiddetti ripidisti (tra cui Eusthenopteron), che diedero origine ai tetrapodi.
I celacanti possiedono pinne pettorali e anali carnose, supportate da ossa; la coda è dificerca (divisa in tre lobi) e il lobo mediano include una continuazione della notocorda. Le scaglie dei celacanti sono un particolare tipo di scaglie cosmoidi, caratteristiche esclusivamente di alcuni gruppi di pesci estinti. Un'altra caratteristica dei celacanti è la presenza di un apparato elettrorecettivo, denominato organo rostrale, nella parte anteriore del cranio, il quale probabilmente aiuta l'animale nell'individuazione della preda.

## Classificazione

Nella specializzazione dei vertebrati del Devoniano superiore, i discendenti di pesci sarcopterygii pelagici, come Eusthenopteron, mostrarono una serie di adattamenti: Panderichthys, adattato alle secche fangose; Tiktaalik con pinne simili ad arti che potrebbero averlo portarlo sulla terra; e primi tetrapodi abitanti delle paludi, come Acanthostega dotato di piedi ad otto dita, e Ichthyostega con gli arti pienamente sviluppati. I discendenti di questi pesci includevano anche pesci pelagici con pinne a lobo, come le varie specie di celacanto.

La seguente è la classificazione dei generi e famiglie note di celacantiformi:
- Ordine Coelacanthiformes
  - Famiglia Whiteiidae (Triassico)
    - Piveteauia
    - Whiteia

  - Famiglia Rebellatricidae (Triassico)
    - Rebellatrix

  - Famiglia Coelacanthidae (dal Permiano al Cretaceo)
    - Axelia
    - Coelacanthus
    - Indocoelacanthus
    - Wimania
    - Megacoelacanthus

  - Sottordine Latimerioidei
    - Famiglia Mawsoniidae (dal Triassico al Giurassico)
      - Alcoveria
      - Axelrodichthys
      - Chinlea
      - Diplurus
      - Garnbergia
      - Mawsonia
      - Parnaibaia

    - Famiglia Latimeriidae L. S. Berg, 1940 (dal Triassico all'Olocene)
      - Holophagus
      - Latimeria J. L. B. Smith, 1939
        - Latimeria chalumnae J. L. B. Smith, 1939 (Celacanto delle Comore)
        - Latimeria menadoensis Pouyaud, Wirjoatmodjo, Rachmatika, Tjakrawidjaja, Hadiaty & Hadie, 1999 (Celacanto indonesiano)

      - Libys
      - Macropoma
      - Macropomoides
      - Ticinepomis
      - Foreyia
      - Swenzia
      - Undina

### Evoluzione

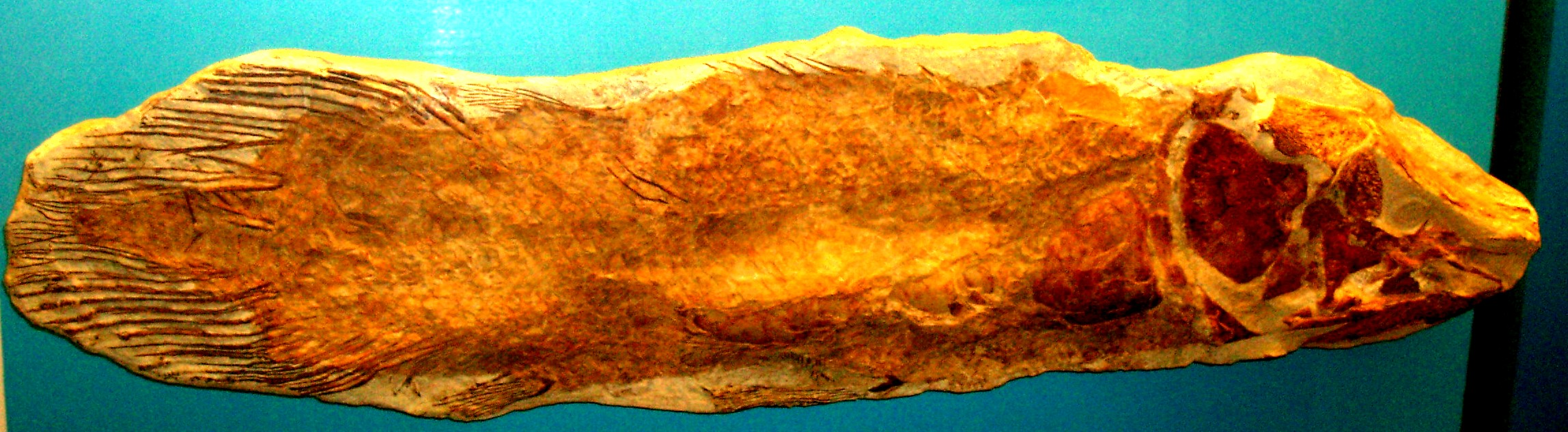
Fossile di Axelrodichthys araripensis, celacantiforme del Cretaceo inferiore sudamericano

I più antichi resti fossili di animali simili a celacanti, ma già ascrivibili al gruppo degli attinisti, si rinvengono in strati del Devoniano inferiore (circa 410 milioni di anni fa). Una mandibola fossile, descritta nel settembre del 2006 come Eoactinistia foreyi, è stata rinvenuta in strati risalenti a quest'epoca in Australia, nello stato di Victoria. Di poco posteriore (407 milioni di anni fa) è Euporosteus yunnanensis, della Cina. Altri generi primitivi ascrivibili agli attinisti sono i ben conosciuti Miguashaia e Diplocercides, rispettivamente del Devoniano medio e superiore.

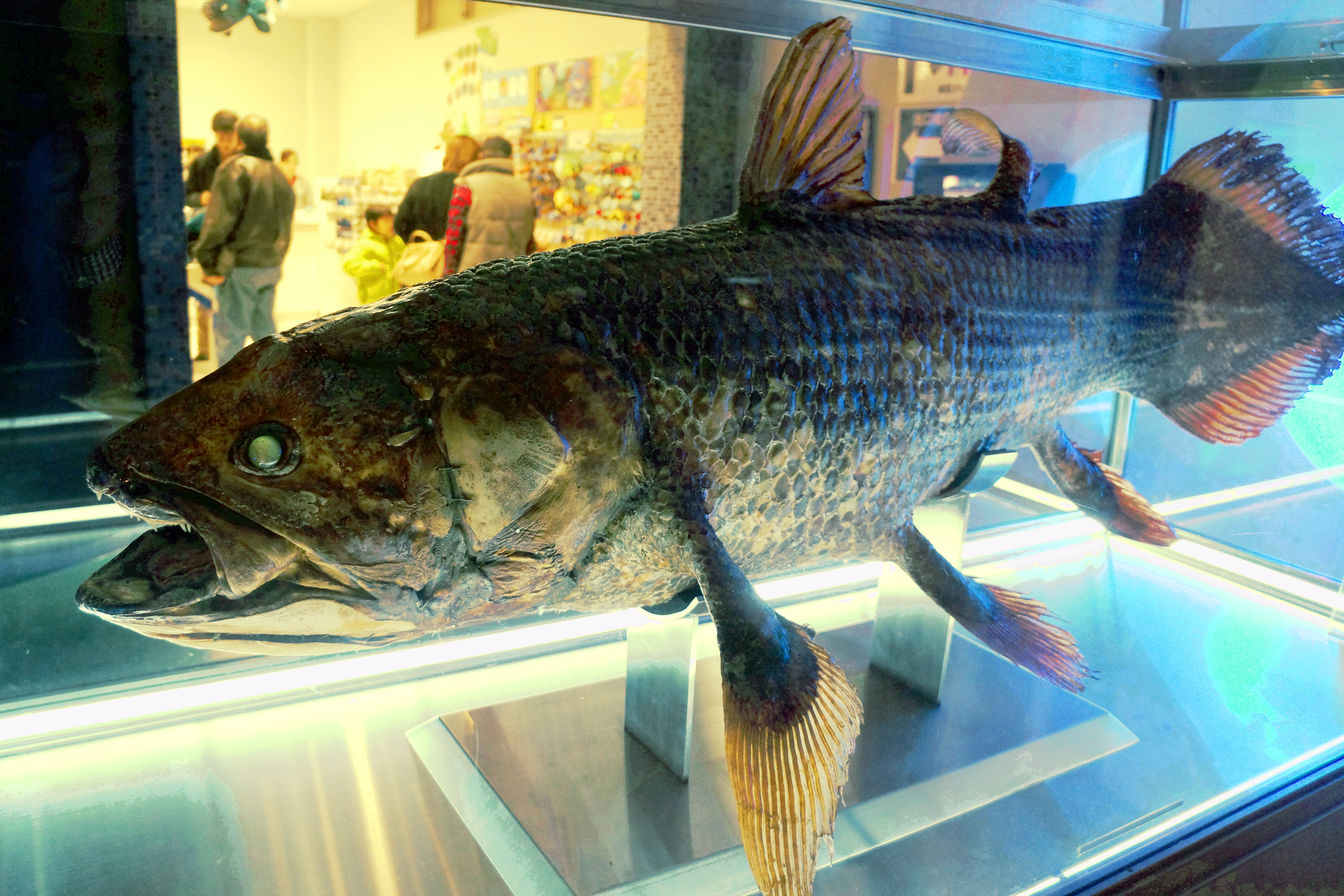
esemplare conservato

I primi veri celacanti, però, apparvero all'inizio del periodo successivo, il Carbonifero, con il genere Coelacanthus. Nel frattempo, gli attinisti primitivi (come Allenypterus, dal profilo particolarmente elevato, e Caridosuctor) si estinsero. Nel corso del Mesozoico i celacanti si diffusero enormemente, divenendo grandi predatori sia marini che d'acqua dolce. Tra i generi più noti ricordiamo Undina, Libys, Trachymetopon e Holophagus. Alcuni di essi raggiungevano e superavano la lunghezza di tre metri, come Chinlea del Triassico e Mawsonia del Cretaceo. 

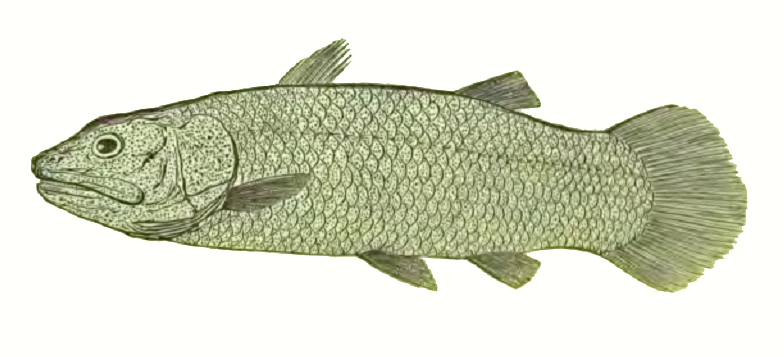
Ricostruzione del celacanto evoluto Macropoma mantelli

Dopo la fine di questo periodo, nella documentazione fossile finora ritrovata, scompare ogni traccia dei celacanti. La ragione ipotizzata per spiegare questa strana scomparsa è che, probabilmente, i celacanti si estinsero completamente nelle acque basse, costiere o dolci. I fossili di animali depositatisi in acque profonde sono molto difficilmente portati in superficie, dove i paleontologi possono scoprirli, cosicché può sembrare che le specie di profondità scompaiano nella documentazione fossile. Questa situazione, in ogni caso, è ancora allo studio da parte degli scienziati.
Attualmente è presente il solo genere relitto Latimeria, rappresentato da due specie dei mari tropicali. Di solito viene asserito che i celacanti non sono cambiati per nulla attraverso i 410 milioni di anni della loro esistenza; in realtà sono sì fossili viventi, ma non così antichi quanto scritto nei libri divulgativi. I primi celacanti davvero simili all'attuale Latimeria sono del Cretaceo (ad es. Macropoma).